# Jean Poiret
Jean Poiret (Paris, 17 de Agosto de 1926 - Suresnes, 14 de Março de 1992), foi um actor, realizador e cenógrafo francês, que ficou conhecido globalmente pela sua peça de teatro La Cage aux Folles (br.: A gaiola das loucas), mais tarde adaptada em França para cinema também com La Cage aux Folles e nos Estados Unidos da América como The Birdcage, realizado após o enorme sucesso do musical na Broadway . Poiret, um homem de olhar vivo e malicioso, nasceu e morreu em Paris, vítima de ataque cardíaco, onde se encontra sepultado no Cemitério de Montparnasse.